# Рондо, Хосе
Хосе Касимиро Рондо Перейра (исп. José Casimiro Rondeau Pereyra; 4 марта 1775, Буэнос-Айрес — 18 ноября 1844) — аргентинский и уругвайский военный и политический деятель начала XIX века.

## Биография

### Молодые годы
Родился в Буэнос-Айресе, но вскоре после рождения его семья переехала в Монтевидео, где он получил начальное образование. В возрасте 20 лет вступил в ряды вооружённых сил в Буэнос-Айресе, но вскоре перевёлся в Монтевидео. Во время британского вторжения в 1806 году он попал в плен и был сослан в Англию. После поражения британских войск был освобождён и прибыл в Испанию, где принимал участие в войне против Наполеона. В 1810 году возвратился в Монтевидео, где встретил Майскую революцию. Связал свою судьбу с делом независимости Америки, и вступил в созданные Первой хунтой Буэнос-Айреса войска Соединённых провинций Рио-де-ла-Платы в звании подполковника, став главой сил освободительного движения в Восточной полосе. Став полковником возглавил драгунский полк, принимал участие в осаде Монтевидео и сражении при Серрито.

### Конфликт с Артигасом
Когда к осаде Монтевидео присоединился Хосе Артигас, то в Трес-Крусес были избраны делегаты на Ассамблею тринадцатого года, которая должна была определить будущее конституционное устройство страны. Однако эти делегаты были отвергнуты Ассамблеей, в которой доминировала ложа «Лаутаро», так как они имели инструкции настаивать на автономии Восточной полосы, в то время как власти предпочитали построить унитарное государство.
По распоряжению Ассамблеи Рондо организовал новый конгресс в Масьеле, где большинство делегатов были назначены самим Рондо, что позволило исключить сторонников Артигаса. Узнав об этом, Артигас в январе 1814 года прекратил участие в осаде Монтевидео и ушёл со своими людьми. Хотя это оставило часть лагеря патриотов без защиты, испанцы, получившие урок в битве при Серрито, не воспользовались этим.
Рондо безуспешно просил подкреплений; их отправили лишь в мае, когда адмирал Уильям Браун разгромил испанский флот и оставил Монтевидео в изоляции. Однако с подкреплениями Директория прислала и нового командующего осадой: Рондо заменил Карлос Мария де Альвеар, который после взятия города передал власть Артигасу и его сторонникам.

### Северная армия
Чтобы загладить скандал, верховный директор Соединённых провинций Рио-де-ла-Платы Хервасио Антонио де Посадас произвёл Рондо в бригадные генералы и поставил во главе Северной армии. Немедленно началась подготовка к третьей кампании в Верхнем Перу. Перебрасывались войска, осаждавшие Монтевидео, а также захваченное в городе военное имущество. Когда всё было готово, пришло известие, что Посадас заменил Рондо во главе армии на Альвеара. Узнав об этом, часть офицеров восстала и публично объявила о непризнании власти Альвеара, вынудив его с дороги вернуться обратно.
Этот бунт вынудил Посадаса уйти в отставку, и его во главе государства сменил Альвеар. Он занялся преследованием своих оппонентов, но три месяца спустя был сброшен в результате военного переворота. Совет Буэнос-Айреса выбрал в качестве его преемника Рондо, который не мог приступить к обязанностям просто потому, что находился в 2.000 километрах оттуда. Тогда пост верховного правителя занял глава сбросившего Альвареса переворота полковник Игнасио Альварес Томас.
Все эти пертубации привели к тому, что ключевые для экспедиции в Верхнее Перу месяцы были потрачены на подготовку и реорганизацию.

### Третья кампания в Верхнем Перу
В мае 1815 года Северная армия Соединённых провинций Рио-де-ла-Платы двинулась в наступление на Верхнее Перу и заняла Потоси. Однако Рондо потерпел несколько поражений от сил роялистов, и решающее в сражении при Сипе-Сипе (29 ноября 1815 г.). В результате Верхнее Перу было навсегда потеряно для Соединённых провинций, позже став независимым государством Боливия.

### Конфликт с Гуэмесом
После отступления на северную границу будущей Аргентины Рондо заявил, что причиной поражения было предательство и дезертирство Мартина Мигеля де Гуэмеса. Из Буэнос-Айреса были посланы войска под руководством Доминго Френча и Хуана Батисты Бустоса, которые прежде, чем присоединиться к Северной армии, должны были свергнуть Гуэмеса. Тот, однако, сумел удержаться в Сальте, и после нескольких недель абсурдной гражданской войны было достигнуто соглашение: центральное правительство признавало Гуэмеса губернатором провинции Сальта, а тот за это брал на себя оборону северной границы страны.
Летом 1816 года новый глава государства Хуан Мартин де Пуэйреддон сместил Рондо с поста командующего Северной Армией,

### Верховный правитель
В 1818 году Рондо был назначен генерал-инспектором армии, отвечавшей за оборону южных границ провинции Буэнос-Айрес от индейцев, которые, пользуясь ослаблением власти, совершали набеги и терроризировали белое население. В апреле 1819 года он был назначен губернатором провинции Буэнос-Айрес, но его власть была просто делегирована Верховному правителю страны. В июне 1819 года после отставки Пуэйрредона Рондо стал Верховным правителем Соединённых провинций Рио-де-ла-Платы.
Реально его контроль за пределами провинции Буэнос-Айрес был слаб. Губернаторы Куйо и Сальты рассматривались лишь как союзники, а не как подчинённые. Провинции Кордоба и Тукуман, созданные Пуэйрредоном, пользовались большой автономией. Провинции Севера и Востока (Восточная провинция, Корриентес, Энтре-Риос и Санта-Фе) отвергали какую-либо власть Буэнос-Айреса и вели себя враждебно. Кроме того, на территории Восточной провинции находились португальско-бразильские войска, а Испания готовила мощное вторжение в Соединённые провинции (либеральная революция в Испании отменила этот план, но вести о ней пришли в Южную Америку уже после падения правительства в Буэнос-Айресе).
Рондо попытался как можно скорее подавить мятежи против федерального правительства, и отправил генералу Хосе де Сан-Мартину приказ привести Андскую армию для участия в гражданской войне, но тот отказался это сделать. На смену Сан-Мартину во главе армии был отправлен генерал Хуан Рамон Балькарсе, но войска губернатора Санта-Фе Эстанислао Лопеса не пропустили его.

### Битва при Сепеде
Рондо посчитал, что Лопес нарушил перемирие, и приказал генералу Мануэлю Бельграно двинуть Северную армию против Санта-Фе; более того, он призвал португальского губернатора Восточной провинции Карлоса Фредерико Лекора вторгнуться в провинции Энтре-Риос и Корриентес.
В октябре губернатор провинции Энтре-Риос Франсиско Рамирес перешёл в наступление и вторгся в северную часть провинции Буэнос-Айрес. Рондо лично возглавил армию, но 8 января 1820 года Северная армия взбунтовалась в Арекито: генерал Хуан Батиста Бустос отказался продолжать участвовать в гражданской войне.
Рондо остался один против Лопеса и Рамиреса, и 1 февраля 1820 года потерпел поражение в битве при Сепеде. Остатки разгромленной армии отступили в Сан-Николас-де-лос-Арройос, откуда отплыли в Буэнос-Айрес. Несколько дней спустя к столице подошли войска мятежных губернаторов. 11 февраля Рондо ушёл в отставку, и в марте отплыл в Монтевидео; до 1862 года в стране больше не было признаваемого всеми провинциями центрального правительства.

### Последующая жизнь в Аргентине
В следующем десятилетии Рондо помогал губернатору провинции Буэнос-Айрес Мартину Родригесу отражать набеги индейцев на южную границу провинции. Когда началась аргентино-бразильская война, то он был поставлен во главе армии, которая должна была действовать в Восточной провинции, но военный министр Альвеар предпочёл возглавить её лично.

### Последующая жизнь в Уругвае
Губернатор Буэнос-Айреса Мануэль Доррего сделал Рондо военным министром, но 10 октября 1828 года тот подал в отставку, так как Генеральная конституционная и законодательная ассамблея Восточного государства Уругвай предложила Рондо пост временного Губернатора и Генерал-Капитана Уругвая. После вступления в действие Конституции Уругвая он 17 апреля 1830 года ушёл в отставку, и на следующий день получил армейское звание бригадного генерала.
Во время президентства Риверы был в 1832 году назначен ответственным за сношения с аргентинским правительством. В 1835 году был назначен начальником штаба армии, покинув этот пост по причине плохого здоровья 5 апреля 1838 года. С 6 февраля 1839 года по 5 марта 1840 года был военным министром. В 1843—1844 годах принимал участие в обороне Монтевидео, во время которой и скончался.